# Dzandanbudyn Dzanbadzar
Dzandanbudyn Dzanbadzar (mong. Занданбудын Занабазар;ur. 15 lutego 1996) – mongolski zapaśnik walczący w stylu wolnym. Brązowy medalista mistrzostw świata w 2022 roku. 
Wicemistrz Azji w 2017. Piąty w Pucharze Świata w 2022 i szósty w 2017. Trzeci na mistrzostwach Azji juniorów w 2014. Trzeci na MŚ kadetów w 2013 roku